# Xã Jasper, Quận Carroll, Iowa
Xã Jasper (tiếng Anh: Jasper Township) là một xã thuộc quận Carroll, tiểu bang Iowa, Hoa Kỳ. Năm 2010, dân số của xã này là 307 người.